# 諾加爾 (新墨西哥州)
諾加爾（英語：Nogal）是位於美國新墨西哥州林肯縣的普查規定居民點。

## 人口
根據2020年美國人口普查的數據，諾加爾的面積為19.71平方千米，皆為陸地。當地共有人口105人，而人口密度為每平方千米5.33人。